# Andrographinae
Andrographinae  este un subtrib din familia Acanthaceae, subfamilia Acanthoideae tribul Ruellieae, care cuprinde următoarele genuri: Andrographis - Cystacanthus - Diotacanthus - Graphandra - Gymnostachyum - Haplanthodes - Indoneesiella - Phlogacanthus